# Oxytropis zaprjagaevae
Oxytropis zaprjagaevae är en ärtväxtart som beskrevs av Abdusal. Oxytropis zaprjagaevae ingår i släktet klovedlar, och familjen ärtväxter. Inga underarter finns listade i Catalogue of Life.